# ピラーミデ駅
ピラーミデ駅(Piramide)はローマ地下鉄のB線の駅の一つで、1955年2月10日に落成した。
オスティエンセ区にあるサン・パオロ門を出てすぐのオスティエンセ広場にある。
この広場にはガイウス・ケスティウスのピラミッド（ピラーミデ・チェスティア）があり駅の名前はそこから付けられた。
ピラーミデ駅の隣には、ローマ-リード線のポルタ・サン・パオロ駅がある。
地下道を通じてオスティエンセ駅と繋がっていて、そこからローマ近郊鉄道のFL1、FL3、FL5の各線に乗り換えることが出来る。
また、水上バスによるローマ・トレ大学への接続もある。
駅のアトリウムはアルテメトロ・ローマを受賞したモザイクで飾られている。展示されているモザイクの作者は、エンリーコ・カステッラーニ（イタリア）とBeverly Pepper(合衆国) となっている。それらの写真はここでみられる。

## 周辺
- アチェア
- ローマ・オスティエンセ駅
- マルモラータ通り郵便局

### 交通
- マルモラータ通り (Via Marmorata) - スブリーチョ橋とトラステヴェレ方面
- アヴェンティーノ大通り (Viale Aventino) - チルコ・マッシモ方面
- マルコ・ポーロ通り (Via Marco Polo) - クリストーフォロ・コロンボ通り-エウル とチリーチャ通り-アッピオ・ラティーノ
- オスティエンセ街道 (Via Ostiense) - サン・パオロ・フオーリ・レ・ムーラ大聖堂方面

### リオーネとクアルティエーレ
- リオーネ
  - テスタッチョ
  - リーパ
  - アヴェンティーノ
  - サン・サーバ

### 記念物と教会
- ガイウス・ケスティウスのピラミッド
- サン・パオロ門
- チミテーロ・アカットーリコ （非カトリック墓地、イギリス人墓地）
- コッチ山 (Monte dei cocci)
- テスタッチョ広場 (Campo Testaccio)
- モンテマルティーニ・センター (Centrale Montemartini)
- ポルタ・サン・パオロ鉄道博物館
- サンタ・マリーア・リベラトリーチェ教会 (Santa Maria Liberatrice)
- サンタ・サビーナ教会 (Chiesa di Santa Sabina)
- サン・サーバ教会 (Chiesa di San Saba)

## 写真集

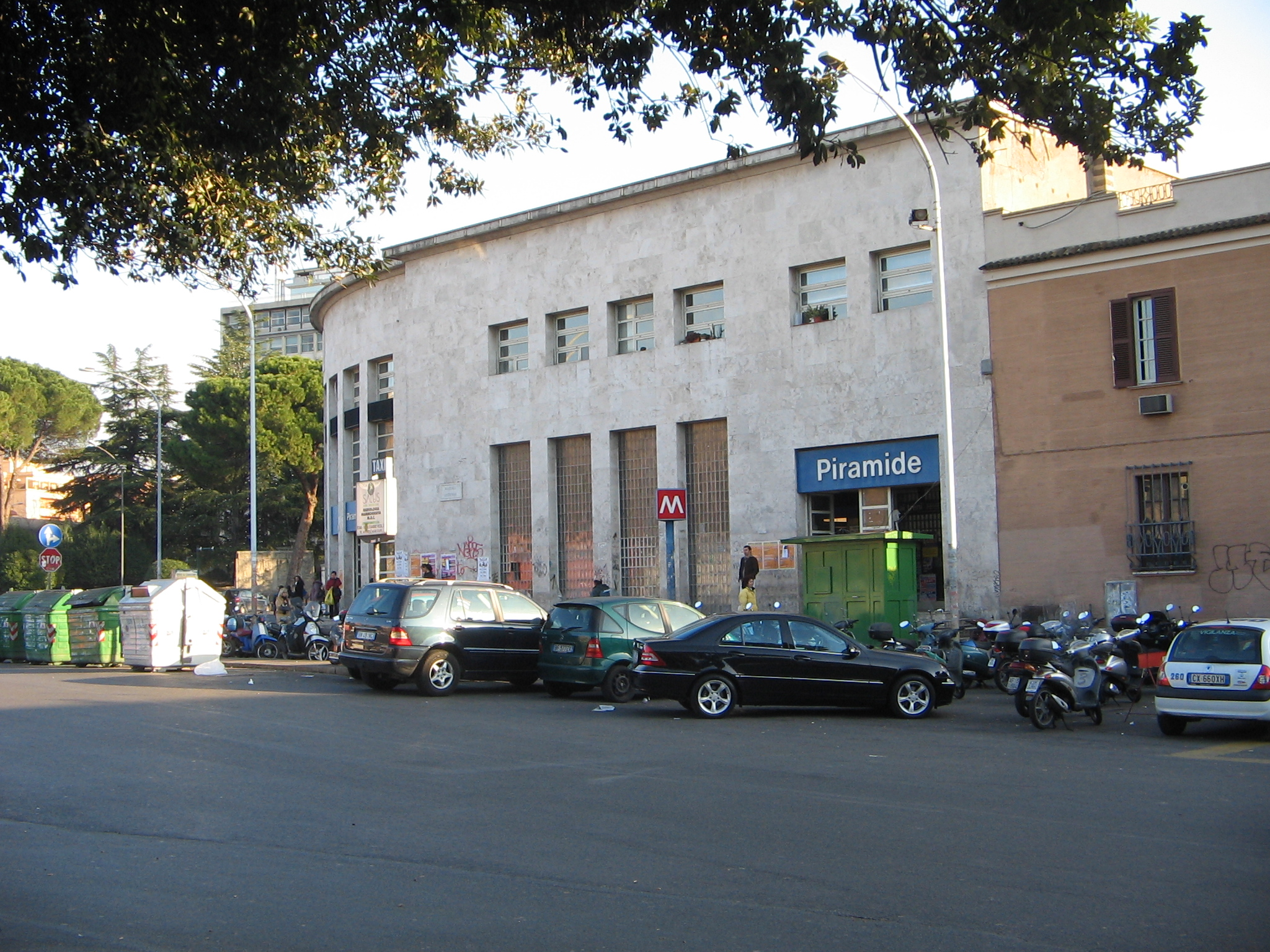
広場
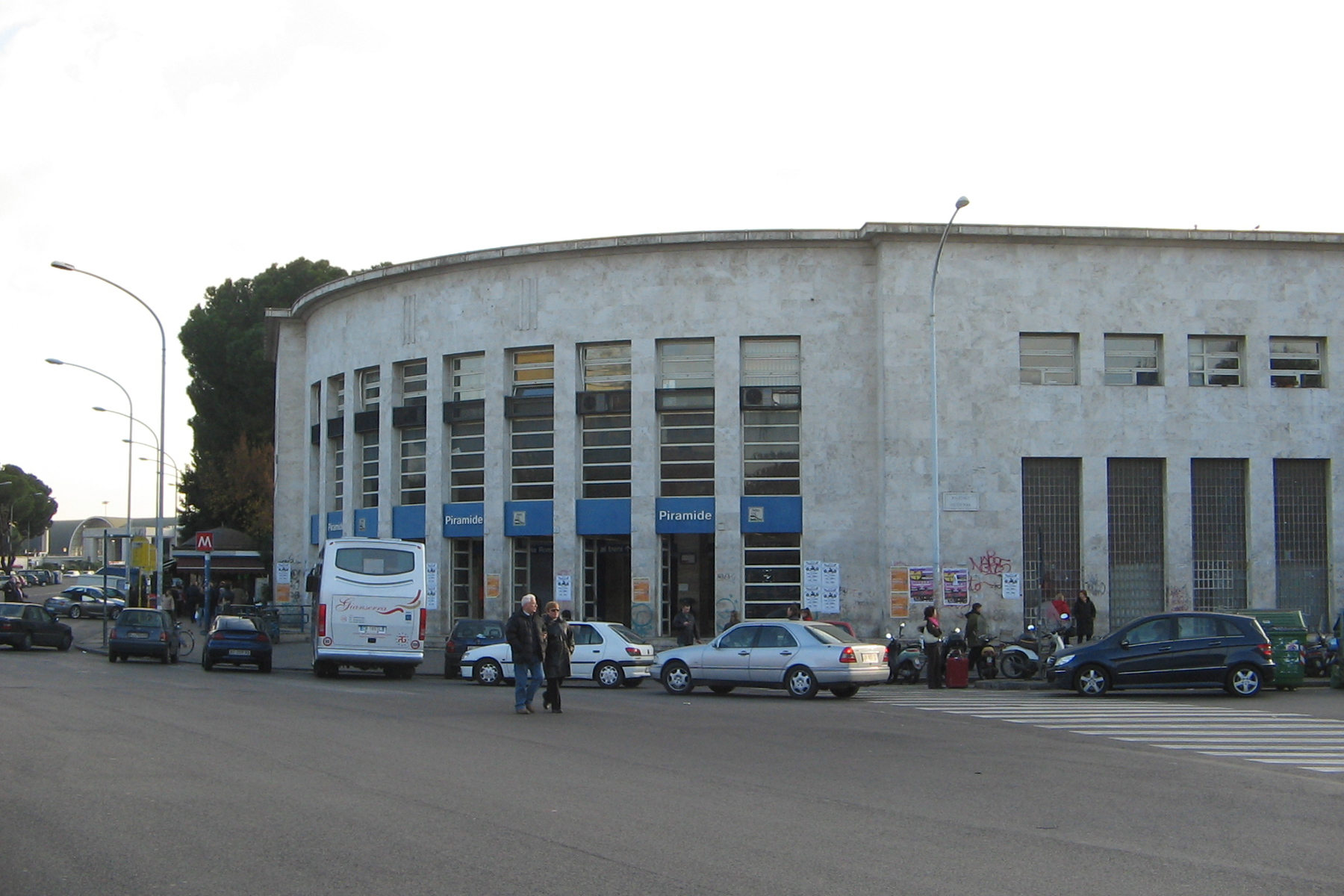
正面
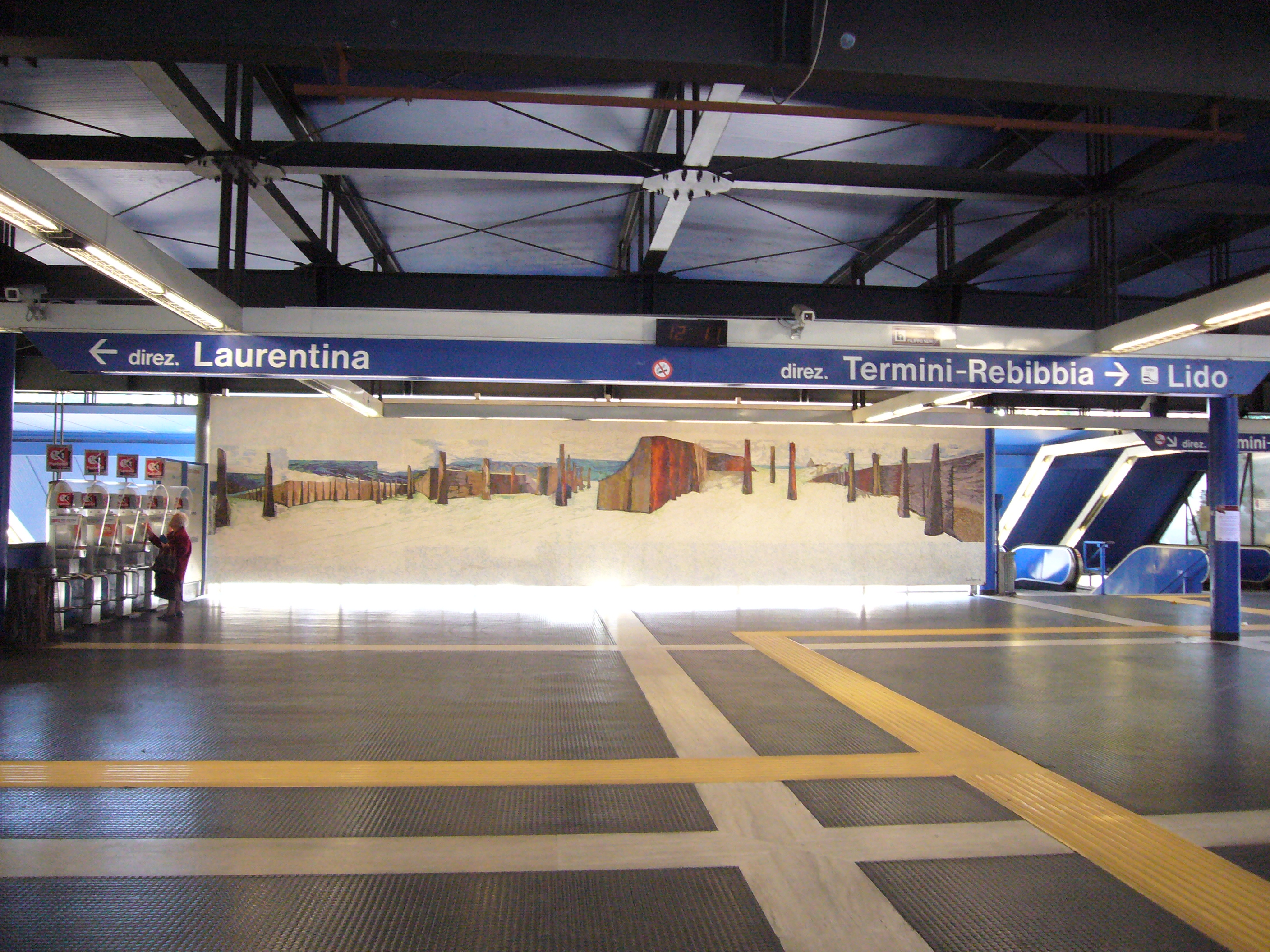
Beverly Pepperのモザイクのアトリウム
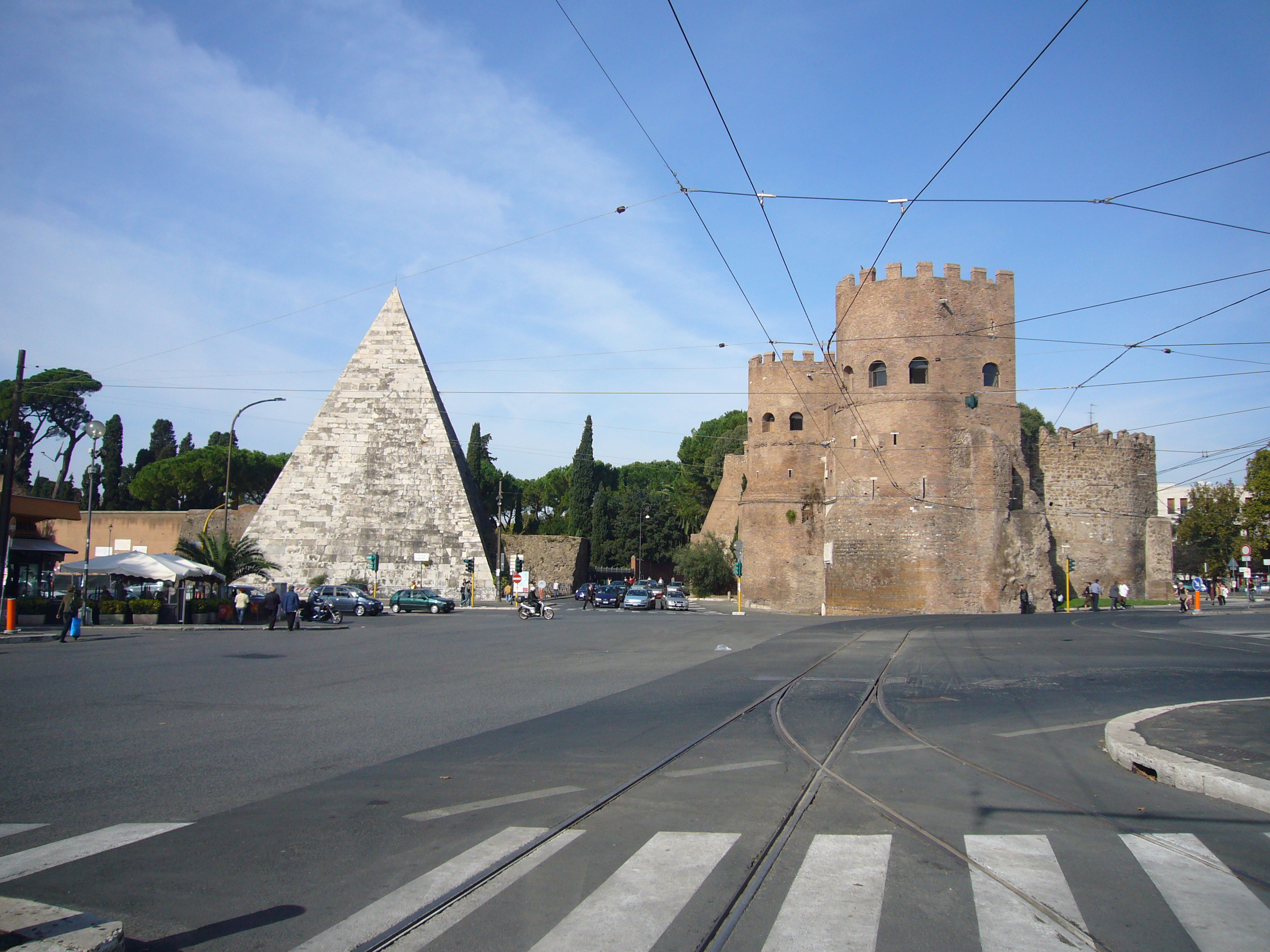
駅の周辺